# Heckler & Koch G41
A G41 é um fuzil alemão criado em 1981 e produzido em quantidades limitadas pela Heckler & Koch. Foi projetado para substituir a 5,56mm HK33 provendo uma plataforma de armamento mais moderna e compatível com os padrões da NATO.
Foi projetada para o cartucho 5,56x45mm da NATO e pode utilizar tanto munição da SS109 como da M193. A fabricação da G41 foi encerrada pela Heckler & Koch entretanto os direitos de produção do fuzil foram adquiridos pelo fabricante de armas italiana Luigi Franchi.